# Jean-Marc Dinant
Jean-Marc Dinant ist ein belgischer Datenschutzexperte.
Dinant arbeitete von 1993 bis 1998 als Computerspezialist für die belgische Datenschutzbehörde. Seit 1998 war er Computerexperte in der Internet Task Force der Artikel-29-Datenschutzgruppe und hat an vielen Empfehlungen mitgewirkt. Er war auch als Experte für technische Datensicherheit für verschiedene andere Institutionen wie die Europäische Kommission, den Europäischen Rat oder den Belgischen Senat im Rahmen des ECHELON-Netzwerks tätig.
Dinant ist Vertreter Belgiens in der Artikel-29-Datenschutzgruppe.